# Provinz Bongará
Die Provinz Bongará ist eine der sieben Provinzen, welche die Region Amazonas in den Anden im Norden Perus bilden. Verwaltungssitz ist Jumbilla, ein Dorf auf ungefähr 1.935 Metern über dem Meeresspiegel. Die am 26. Dezember 1870 gegründete Provinz hat eine Fläche von 2869,65 km². Die Provinz hatte beim Zensus 2017 25.637 Einwohner. 10 Jahre zuvor lag die Einwohnerzahl bei 27.465.

## Geographische Lage
Die Provinz Bongará grenzt im Norden an die Provinz Condorcanqui und an die Region Loreto, im Osten an die Region San Martín, im Süden an die Provinz Chachapoyas und im Westen an die Provinzen Luya und Utcubamba.

## Sehenswürdigkeiten

### Wasserfälle
- Gocta: 2005 wurde in der Provinz Bongara nahe dem Örtchen Cocachimba der dritthöchste Wasserfall der Welt entdeckt, der Gocta.
- Yumbilla: 2007 wurde die Entdeckung des ca. 870 Meter hohen Wasserfalles Yumbilla vermeldet. Er wird noch genau vermessen.

### See von Pomacochas
Neben Gocta befindet sich in der Provinz Bongara der See von Pomacochas.

## Verwaltungsgliederung
Die Provinz Bongará gegliedert sich in 12 Distrikte. Der Distrikt Jumbilla ist Sitz der Provinzverwaltung.
| Distrikt     | Verwaltungssitz  |
| ------------ | ---------------- |
| Chisquilla   | Chisquilla       |
| Churuja      | Churuja          |
| Corosha      | Corosha          |
| Cuispes      | Cuispes          |
| Florida      | Pomacochas       |
| Jazán        | Pedro Ruiz Gallo |
| Jumbilla     | Jumbilla         |
| Recta        | Recta            |
| San Carlos   | San Carlos       |
| Shipasbamba  | Shipasbamba      |
| Valera       | San Pablo        |
| Yambrasbamba | Yambrasbamba     |